# Taiwanomyia pollosta
Taiwanomyia pollosta är en tvåvingeart som beskrevs av Alexander 1967. Taiwanomyia pollosta ingår i släktet Taiwanomyia och familjen småharkrankar. Inga underarter finns listade i Catalogue of Life.